# Függetlenségi nyilatkozat (Magyarország)

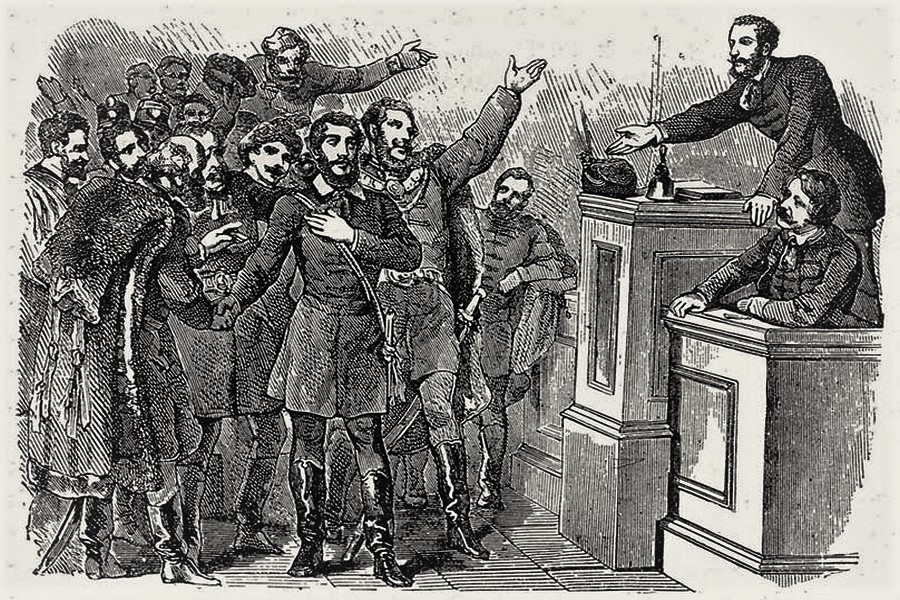
Kossuth kormányzó elnökké választása, egykorú metszet után

A magyar Függetlenségi nyilatkozat Kossuth Lajos által kezdeményezett, 1849. április 14-én a debreceni országgyűlés által kimondott, majd április 19-én az addigra írásban is formába öntött, elfogadott és a széles nyilvánosság számára közzétett dokumentum, amely kinyilvánította a Habsburg-ház trónfosztását (detronizáció), és Magyarország függetlenségét, honvédő szabadságharcban visszanyert szuverén államiságát.
Magyarország a vele törvényesen egyesült Erdéllyel és hozzá tartozó minden részekkel és tartományokkal egyetemben szabad, önálló és független európai statusnak nyilváníttatik, s ezen egész status területi egység eloszthatatlannak s épsége sérthetetlennek kijelentetik.

## A Nyilatkozat kimondása és közzététele
Kossuth Lajosnak az 1849. március 4-i megalázó olmützi alkotmányra született meg válaszként a Függetlenségi nyilatkozat. Már április 12-én előterjesztette tervét az Országos Honvédelmi Bizottmánynak, de annak tagjai nem voltak elragadtatva az ötlettől. Kossuth azonban az országgyűléstől várt jelentős támogatást, így az április 13-án tartott zárt országgyűlési ülésen indítványozta az ország függetlenségének kimondását és a Habsburg–Lotaringiai-ház trónfosztását, ám ekkor még nem sikerült meggyőznie a képviselőket.
Az országgyűlés másnap, április 14-én nyílt ülést tartott, melynek kezdetén egy román képviselő azt javasolta: a nagy ünnepélyességre való tekintettel ne a református kollégium nagytermében, hanem a Nagytemplomban üljenek össze. Miután a ház elfogadta az indítványt, Kossuth egy inkább népgyűlésre emlékeztető országgyűlésben terjesztette elő a Magyarország függetlenségének kimondásáról és a Habsburg–Lotaringiai-ház trónfosztásáról szóló határozat tervezetét. A tömeg lelkesedése gyorsan elvette a határozat ellenzőinek bátorságát. A javaslatot végül a képviselők közfelkiáltással, s nem szavazással fogadták el. Az országgyűlés egyben kormányzó elnökké, azaz ideiglenes államfővé választotta Kossuthot.
A döntéseket megfogalmazó Függetlenségi nyilatkozatot, mely nagyrészt Kossuth munkája volt, április 19-én A' magyar nemzet függetlenségi nyilatkozata címmel tették végleges szövegezésben és nyomtatásban közzé, amelyet a magyar nemzet törvényesen egybegyűlt főrendei és képviselői nevében báró Perényi Zsigmond, a felsőház másod-elnöke, Almásy Pál, a képviselőház elnöke, és Szacsvay Imre, mint az országgyűlés jegyzője írtak alá.
Mi, a magyar álladalmat törvényesen képviselő nemzetgyűlés, midőn jelen ünnepélyes nyilatkozatunk által Magyarországot elidegeníthetlen természetes jogaiba visszahelyezve minden hozzá tartozó részekkel és tartományokkal egyetemben az önálló független európai státusok sorába iktatjuk, s a hitszegő Habsburg-Lotharingeni házat Isten és világ előtt trónvesztettnek nyilatkoztatjuk: erkölcsi kötelességünknek ismerjük ezen elhatározásunk indokait nyilvánítani, miszerint tudva legyen az egész mívelt világ előtt, hogy e lépésre a halálig üldözött magyar nemzetet nem túlzott elbizakodás s nem forradalmi viszketeg, hanem a türelem végső kimerültsége s az önfenntartás kénytelensége vezeté.…

Az 1849-es nagycímer, benne középen a Kossuth-címer, a nemzetiszínű szalag mentén bal fentről lefelé haladva: Dalmácia, Horvátország, Szlavónia, Galícia, Lodoméria, Rácország, Szerbia, Kunország, Bulgária és Erdély címere

Az 1849. április 14-i trónfosztást, illetve a Függetlenségi nyilatkozat április 19-iki közzétételét követően tértek át a címerhasználatban a köztársasági címerre, ezért kötik Kossuthhoz. Maga az úgynevezett Kossuth-címer a magyar címer azon változata, amelyben a zöld hármas halom tetején szerepel a nyitott korona, alakja pedig a szokásos egyenes oldalú pajzs helyett tetején és oldalán befelé ívelt, sajátosan magyarnak tekintett, a népi formakincsből a tarsolylemez alakjához közelítő pajzsforma (szaknyelven reneszánsz pajzs). A címer jobb oldala piros alapon zöld hármas-halmon arany koronát és a korona felett, mintegy a koronából kinőve fehér apostoli kettőskeresztet ábrázol, míg a bal oldala vörössel és ezüsttel hétszer vágott úgynevezett árpádsávos.

## Tartalma

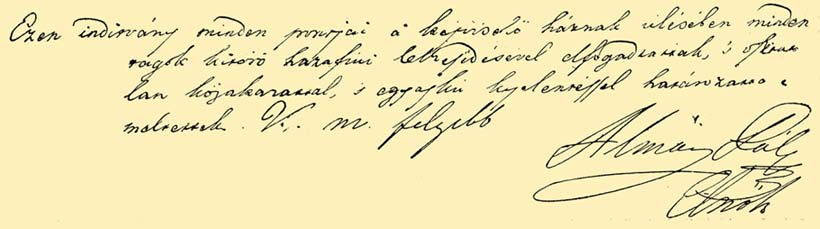
Almásy Pál az országgyűlés elnökeként hirdette ki a függetlenségi nyilatkozatot és akinek aláírása a képviselőház Függetlenségi Nyilatkozatot elfogadó (Debrecen, 1849. április 14.) ülése jegyzőkönyvének záradékán is szerepel

A Függetlenségi nyilatkozat kimondta:
1. Magyarország és a vele törvényesen egyesült Erdély szabad, független, önálló, európai állam.
2. A Habsburg–Lotaringiai-ház a magyar nemzet elleni árulása, hitszegése és fegyverfogása által, s mivel az ország önálló államéletének eltörlésére, a nemzet legyilkolására idegen hatalom fegyveres erejét is használni nem iszonyodott, ezennel trónvesztettnek, kirekesztettnek és száműzöttnek nyilváníttatott a nemzet nevében.
3. Az önálló és független magyar állam azon népekkel, melyek vele egy fejedelem alatt állottak és minden más nemzettel békét és jó szomszédságot akar alapítani, és baráti szerződéseket kíván kötni.
4. Az ország jövendő kormányrendszerét részleteiben a nemzetgyűlés fogja megállapítani, addig pedig az országot egész egyetemes kiterjedésében a nemzetgyűlés egy ajkú felkiáltásával és közmegegyezéssel kinevezett kormányzó elnök Kossuth Lajos a maga mellé veendő miniszterekkel kormányozza.

## Hatása Magyarországon és nemzetközi szinten
Kossuth a Nyilatkozattal a békepártot akarta gyengíteni, másrészt számított a nyugati nagyhatalmak Magyarország melletti beavatkozására, vagy legalábbis a függetlenség elismerésére. Számításai azonban nem igazolódtak: a nyugati nagyhatalmak sokkal fontosabbnak tartották az európai erőegyensúlyt és benne Ausztria szerepét annál, hogysem Magyarország kedvért felhagytak volna eddigi politikájukkal. Bár igaz, hogy az oroszok behívását már korábban elhatározták Bécsben, de a Nyilatkozat kiadása teremtett a cárnak jogalapot a beavatkozásra.

A Nyilatkozat elfogadását a hadsereg sem fogadta kitörő örömmel, több tiszt nyíltan kikelt ellene. Görgei Artúr pedig csak ennyit üzent egy futárral Kossuthnak: "Annyit mondjon, hogy ha máskor oly fontos dolgot tenni akar, előbb legyen szíves velem közölje."